# Europeisk integration
Europeisk integration är den politiska, ekonomiska, militära, sociala, kulturella och juridiska integrationen av europeiska stater. 
Genom historien har olika orsaker drivit fram idéer om ett organiserat samarbete mellan Europas länder. Redan på 1400-talet förespråkade den böhmiske kungen Georg Podiebrad en union av kristna europeiska länder för att hindra fortsatt osmansk erövring. Under århundradena därefter har filosofer, författare och politiker föreslagit ett enande av Europas länder, ofta som medel för att förhindra de krig som med jämna mellanrum brutit ut på kontinenten, eller inspirerade av den ekonomiska och politiska utveckling som följt efter bildandet av Amerikas förenta stater. Idén om Europas förenta stater framfördes av George Washington och har tagits upp av, bland annat, Victor Hugo, Lev Trotskij och Winston Churchill.
Först efter andra världskriget blev det möjligt att genomföra en integration av Europas länder på ett organiserat plan, då med huvudmotivet att förhindra ett upprepande av ett liknande krig, men även för att de västeuropeiska nationerna ville uppvisa ett tydligt alternativ till de kommunistiska diktaturer i Östeuropa som blev konsekvensen vid andra världskrigets slut. Speciellt bland gaullisterna som styrde efterkrigstidens Frankrike fanns också en oro för ett Västeuropa i USA:s skugga.   På senare år har även ekonomiska och politiska orsaker, till exempel inom utrikes-, energi-, miljö-, och utbildningsfrågor, blivit starka drivkrafter för en fördjupad europeisk integration.
De främsta institutionerna för europeisk integration är idag Europarådet, som består av samtliga europeiska stater (förutom Vitryssland och Vatikanstaten) och främst driver frågor inom rättstillämpning, mänskliga rättigheter och demokratisk utveckling, samt Europeiska unionen (EU) som består av 28 europeiska stater och som syftar till ett fördjupat politiskt och ekonomiskt samarbete, exempelvis i form av en inre marknad, en valutaunion, och ett gemensamt parlament med lagstiftande makt inom begränsade områden. Schengensamarbetet, som reglerar avskaffandet av gränskontrollerna mellan de ingående länderna, är ett annat praktiskt exempel på europeisk integration som drivits fram inom EU, även om det inte omfattar samtliga EU-länder samtidigt som också några länder utanför EU ingår i detta samarbete.
Vid sidan av Europarådet och EU finns ett flertal mer eller mindre självständiga organisationer som verkar för samarbete inom Europa, exempelvis Europeiska radio- och TV-unionen (EBU), Europeiska rymdorganisationen (ESA), och Europeiska fotbollsförbundet (UEFA). Vidare finns ett flertal regionala samarbetsorganisationer, exempelvis Nordiska rådet, som verkar för regional integration i Europa.

## Historia
Idéer om att på olika sätt ena de europeiska staterna har framförts vid flera tillfällen i historien och av ett flertal olika orsaker. 
1464 föreslog den böhmiske kungen Georg Podiebrad ett enande av Europas kristna stater för att stå emot de erövrande osmanerna.  I en plan som tillskrivs den franske kungen Henrik IV (1553-1610), sannolikt till stor del utarbetad av hans förste minister Sully som beskrivit den i sina memoarer 1632, föreslås att Europa delas upp mellan kontinentens stormakter på ett sådant sätt att "avundsjuka eller rädsla inte ska uppstå hos en av dem genom maktinnehavet hos de andra".  Därefter ska de förenas i en kristen republik styrd av ett råd som representerar de ingående staterna.  Även i detta förslag fanns en tydlig udd mot osmanerna. Den brittiske filosofen och kväkaren William Penn beskrev i en essä 1693 en församling eller parlament som ett medel för fred i Europa.  En liknande idé framfördes 1713 av den franske abbéen och politiske författaren Charles-Irénée Castel Saint-Pierre.

### Europas förenta stater
Efter grundandet av Amerikas förenta stater 1776 var både Benjamin Franklin och George Washington inne på att med USA som modell bilda ett Europas förenta stater.  Begreppet Europas förenta stater har sedan dess tagits upp i flera sammanhang, även om det inte alltid varit som en europeisk spegelbild av USA. I ett tal vid en fredskongress 1849 använde sig den franske författaren Victor Hugo av begreppet États-Unis d'Europe när han ville beskriva sin vision av Europas utveckling mot fred.  1923 grundades paneuropeiska unionen av den österrikiske politiske författaren Richard von Coudenhove-Kalergi som även han pratade om Europas förenta stater.  1929 publicerade Lev Trotskij en artikel där han efterlyser ett Europas Förenta stater, som den politiska formen av proletariatets diktatur.  I ett tal efter andra världskrigets slut föreslog Winston Churchill ett Europas förenta stater som en väg från den nationalism som lett fram till kriget.

## Europarådet

Europarådet
Grundarstater
Senare tillkomna medlemmar

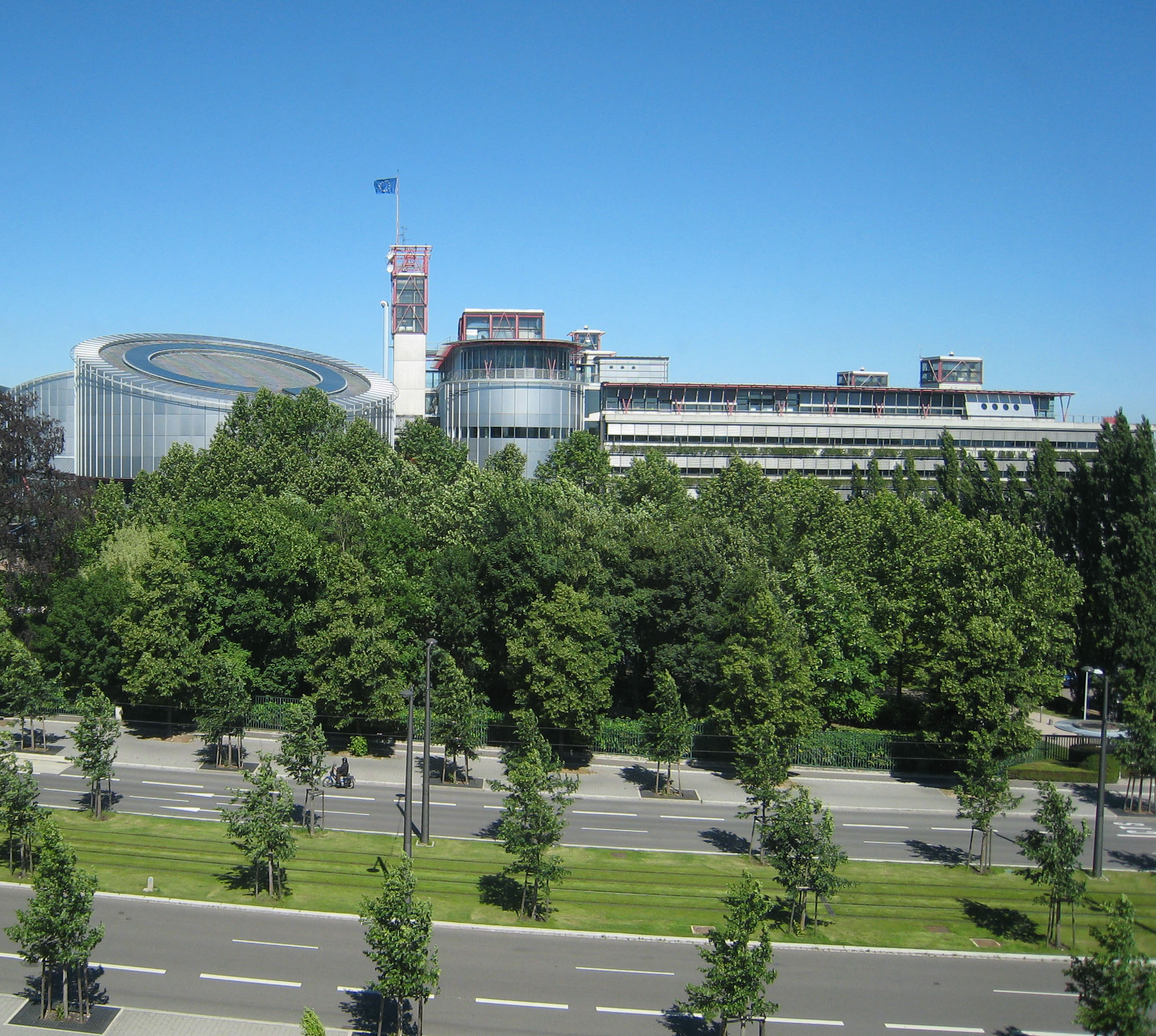
Europadomstolens byggnad i Strasbourg.

Den europeiska flaggan skapad och använd av Europarådet.

I sitt tal beskriver Churchill bildandet av ett europeiskt råd som det första praktiska steget mot detta Europas förenta stater. Nästan som ett direkt svar på detta tal bildades 1949 i Strasbourg Europarådet, vars huvudsaklig mål är bevarande och utveckling av mänskliga rättigheter, demokrati och lagstyre.  Europarådet bygger på ett mellanstatligt samarbete för att ta fram konventioner som sedan medlemsländerna förväntas skriva under, dock utan att konventionerna nödvändigtvis återspeglas i den nationella lagstiftningen. Detta arbetet bedrivs i en ministerkommitté, en parlamentarisk församling, och samordnas av en ordförande som roterar mellan medlemsländerna (ofta i form av ordförandelandets utrikesminister).
Ett av de viktigaste resultaten av Europarådets arbete är Europakonventionen, utformad 1950, med den tillhörande Europadomstolen i Strasbourg som utgör en slags högsta domstol för brott mot konventionen. Mänskliga rättigheter skyddas även av Europeiska kommittén till förhindrande av tortyr och omänsklig eller förnedrande behandling, en stadga om minoritetsspråk och en social stadga, samtliga administrerade av Europarådet.
De flesta av Europarådets konventioner syftar till en större samordning av europeisk lagstiftning, som till exempel är fallet för konventionerna om juridisk assistans, mot korruption, mot pengatvätt, mot dopning inom idrott, och mot brottslighet på internet. Europarådet syftar även till kulturellt samarbete, baserat på kulturkonventionen från 1954 och efterföljande konventioner för gemensam tolkning av universitetsexamen.
Vid grundandet 1949 var endast 10 stater medlemmar i Europarådet. Övriga stater var antingen bakom järnridån, var diktaturer, eller hade säkerhetspolitiska skäl att inte bli medlemmar. Sedan dess har diktaturerna fallit och, framförallt, järnridån öppnat sig och därför har undan för undan fler stater anslutit sig så att Europarådet idag har 47 medlemsstater: samtliga stater i Europa, inklusive Ryssland, men borträknat Vitryssland och Vatikanstaten som inte uppfyller rådets krav på demokratiskt styrelseskick. Man kan därför säga att det integrationsarbete som Europarådet driver är framgångsrikt eftersom det omfattar i stort sett hela kontinenten.

### Europeiska flaggan
1955 skapade och antog Europarådet som sitt emblem en flagga med blå bakgrund och 12 gyllene stjärnor. Europarådet har sedan dess uttryckt ett önskemål om att andra europeiska organisationer ska använda flaggan som sin symbol, eftersom den ska representera Europa snarare än Europarådet. Från 1986 har flaggan används som primär officiell symbol även för Europeiska gemenskaperna och senare Europeiska unionen.  Det 12 stjärnorna i flaggan representerar inte en viss uppsättning stater, som är fallet för den amerikanska flaggan, utan symboliserar "perfektion och fulländning".

## Europeiska unionen
|  | Associerade medlemsstater |

|  | Stater som inte implementerat |

|  | Stater med särskild status |

Den europeiska flaggan används även av Europeiska unionen.

Europeiska unionen
Kandidatländer
Potentiella kandidatländer

Schengenområdet
Officiella medlemsstater

Euroområdet
EU-länder utan euro

Några år efter att Europarådet grundats valde 6 av dess medlemsländer att gå vidare med ett fördjupat samarbete i form av Europeiska kol- och stålgemenskapen (EKSG), som trädde i kraft 1952. Gemenskapen innebar ett samarbete kring kol- och stålproduktionen. Det var ingen tillfällighet att samarbetet rörde just dessa frågor, eftersom både kol och stål var viktiga råvaror för produktion av krigsmateriel. Samarbetets syfte var bland annat att hindra de ingående medlemsstaterna, i synnerhet Frankrike och Västtyskland, från att i hemlighet utvinna stora mängder kol eller stål för att producera vapen.
Samarbetet har sedan dess utvecklats. 1958 bildades Europeiska gemenskaperna, bestående av tre "gemenskaper". Förutom EKSG fanns nu även Europeiska ekonomiska gemenskapen (EEG) som skulle öka samarbetet inom ekonomiska frågor och underlätta handeln mellan länderna, exempelvis genom att etablera en gemensam tullunion. Den tredje gemenskapen var ett samarbete om atomkraft i Euratom. Först i början av 1990-talet påbörjades verkställandet av en inre marknad. Genom Maastrichtfördraget, som trädde i kraft den 1 november 1993, inrättades Europeiska unionen, som inte enbart omfattade ekonomiskt samarbete utan också politiskt samarbete. En gemensam utrikes- och säkerhetspolitik inrättades, vilket förstärktes genom senare fördrag, så som Amsterdamfördraget 1999. Maastrichtfördraget innebar också att en gemensamma valuta skulle införas, vilket skedde den 1 januari 1999. Tre år senare infördes euron även som mynt och sedlar, och ersatte de nationella valutorna i tolv EU-länder. Schengensamarbetet upprättade en passunion.
Europeiska unionen omfattar idag 27 europeiska länder och har integrerat dem i flera viktiga frågor. Unionen har genom sin utvidgningspolitik kunnat trycka på sina grannländer att genomföra förbättringar gällande demokrati, yttrandefrihet och rättssäkerhet i utbyte mot medlemskap eller ekonomiska förmåner.
Europeiska unionen och Europarådet är formellt två skilda organisationer, men eftersom medlemskap i Europarådet är ett krav för att bli medlem[källa behövs] i Europeiska unionen kan man säga att det senare är en samling stater inom Europarådet som valt att fördjupa sitt samarbete genom att vissa institutioner och befogenheter, som normalt är nationella, överförs till unionen. Vidare styrs unionen genom fördrag som är rättsligt bindande i unionens medlemsstater så fort de har ratificerat fördragen, och direktiv som medlemsstaterna är tvingade att införliva i sin nationella lagstiftning, vilket skiljer sig från de konventioner som Europarådet använder.

### Europeiska unionens tullunion
Europeiska unionen har en tullunion som innebär att varor kan transporteras inom unionen utan tull och att en gemensam tullavgift tillämpas vid transporter in i unionen. Samtliga EU-länder ingår i tullunionen, men den tillämpas inte i alla territorier som kontrolleras av EU-länderna (se territorier associerade med Europeiska unionen). Tullunionen omfattar även (med undantag för vissa produkter) några länder utanför EU: Andorra, Monaco, San Marino och Turkiet.

### Schengensamarbetet
Ett annat resultat av integrationsarbetet inom EU är Schengensamarbetet som innebär att de länder som deltar i samarbetet, Schengenområdet, har avskaffat systematiska gränskontroller inom området. För att resa in i området finns en gemensam viseringspolitik.
Schengenregelverket omfattar alla EU-länder utom Storbritannien och Irland. Bulgarien, Cypern, Kroatien och Rumänien har dock ännu inte genomfört Schengenregelverket fullt ut. Island, Liechtenstein, Norge och Schweiz är associerade till Schengensamarbetet och har därför öppna gränser gentemot EU-länderna i Schengenområdet.

### Euroområdet
Ett av de mest påtagliga resultaten av integrationsarbetet inom EU är inrättandet av den gemensamma valutan euro. De EU-länder som använder euron definierar det som kallas euroområdet, och har även en gemensam centralbank som ansvarar för penningpolitiken inom området. Enligt EU:s fördrag är samtliga EU-länder, utom Danmark, förpliktade att införa euron så fort landets ekonomi uppfyller vissa kriterier, kallade konvergenskriterierna.
Medlemskapet i euroområdet innebär att ett medlemsland tillåts ha ett årligt budgetunderskott på maximalt 3 procent av BNP och deras statsskulder får inte överstiga 60 procent av BNP. Dessa två krav ställs även på de nya medlemsstaterna som vill ansluta sig till valutasamarbetet.
Idag ingår 19 EU-länder i euroområdet och fler förväntas ansluta sig under de kommande åren allt eftersom deras ekonomier stabiliseras. Danmark och Sverige har efter folkomröstningar valt att inte delta i euroområdet trots att de uppfyller de flesta av konvergenskriterierna. Mikrostaterna Andorra, Monaco, San Marino och Vatikanstaten använder också euron, genom särskilda monetära avtal med unionen. Därutöver används euron också i Kosovo och Montenegro utan valutaavtal med unionen.

## Europeiska frihandelssammanslutningen

Medlemmar av EFTA
Tidigare medlemmar av EFTA

Europeiska unionen
Övriga medlemsstater inom Europeiska ekonomiska samarbetsområdet
Schweiz (EFTA-medlemsstat med bilaterala avtal) och Storbritannien

När EEG bildades 1959 och därmed erbjöd medlemsländerna frihandel sinsemellan, blev en del av de länder som då stod utanför EEG intresserade av att bilda ett eget frihandelsområdet. 1960 bildades därför Europeiska frihandelssammanslutningen (EFTA) av 7 europeiska länder: Danmark, Norge, Portugal, Schweiz, Storbritannien, Sverige, och Österrike. Sedan dess har ytterligare länder anslutit sig, men de länder som under tiden har blivit medlemmar av EG eller senare EU har också lämnat EFTA. Idag har sammanslutningen endast 4 medlemmar: Island, Liechtenstein, Norge, och Schweiz.

### Europeiska ekonomiska samarbetsområdet
Genom ett avtal från 1992 upprättas Europeiska ekonomiska samarbetsområdet (EES) som består av EU-länderna tillsammans med tre av EFTA-länderna. Genom detta avtal får samtliga länder inom båda organisationerna tillgång till ett gemensamt frihandelsområde, men avtalet reglerar även frågor inom exempelvis socialpolitik och konsumentskydd.
Formellt står Schweiz utanför avtalet eftersom en schweizisk folkomröstning avslog att landet skulle ratificera avtalet. Istället har EU bilaterala avtal med Schweiz inom motsvarande områden.
Storbritannien omfattas av EES-avtalets bestämmelser under en övergångsperiod fram till och med den 31 december 2020 i enlighet med avtalet om Storbritanniens utträde ur Europeiska unionen.

## Sammanfattning ekonomisk och politisk integration
Bilden till höger sammanfattar de olika organisationerna för ekonomisk och politisk integration i Europa.  Den visar samtliga stater i Europa och de organisationer eller samarbeten de ingår i, enda undantaget är Vitryssland som ännu så länge inte ingår i någon av dessa.

## Utbildning
Inom utbildning, i synnerhet inom högre (eftergymnasial) utbildning, finns ett antal initiativ för att underlätta integration mellan de europeiska länderna. Ett nyckelbegrepp som ofta återkommer är etablerandet av europeiska området för högre utbildning (engelska: European Higher Education Area, EHEA), med exempelvis gemensamma tolkningar och grunder för examen inom högre utbildning. 

### ERASMUS-programmet
ERASMUS är ett program administrerat av EU som syftar till ökad mobilitet av studenter och lärare vid universitet och högskolor inom EES. ERASMUS stödjer även samarbete mellan universitet och företag. Inom programmet kan studenter och personal söka bidrag för resor och uppehälle vid utbyte mellan universitet. ERASMUS har som uttalat mål att ha stött totalt 3 miljoner studenter år 2012.
För Sveriges del står ERASMUS-programmet för finansieringen av ungefär hälften av alla utresande studenter, där resten administreras via egna avtal som svenska universitet har med olika utländska universitet, exempelvis i USA och Australien. Inom ERASMUS-programmet är Tyskland, Storbritannien, Frankrike, Spanien och Nederländerna de populäraste länderna att resa till från Sverige.

### Bolognaprocessen
Ett av de främsta verktygen för att skapa EHEA är Bolognaprocessen som syftar till att åstadkomma gemensamma regler för olika typer av examina inom högre utbildning, vilket ska göra dessa examina mer jämförbara. Det ska därmed bli enkelt att läsa en utbildning, eventuellt med delar av utbildningen uppdelad på universitet i olika länder, ta sin examen i ett land och sedan bli anställningsbar i ett annat land.
Bolognaprocessen inleddes 1999 genom att 29 europeiska utbildningsministrar undertecknande Bolognadeklarationen i den italienska staden Bologna där Europas äldsta universitet ligger. Sedan dessa har fler länder anslutit sig och processen omfattar idag 46 europeiska länder: samtliga länder i Europarådet, exklusive Monaco och San Marino, samt Vatikanstaten.
Ett av de tydligaste exemplen på vad Bolognaprocessen åstadkommit är att medlemsländerna enats om anpassa sina högre utbildningar till principen 3-2-3. Det innebär att högre utbildning ska vara ordnad i program som efter 3 år leder fram till en kandidatexamen, efter ytterligare två till en masterexamen, och efter ytterligare tre år till en doktorsexamen. Vidare ska ett gemensamt poängsystem för högre utbildning användas som innebär att ett års heltidsstudier motsvarar 60 poäng (i Sverige kallad högskolepoäng), och ett gemensamt betygsystem ska användas för att betygsätta resultat på kurser. I Sverige infördes i högskoleförordningen 2007 regler som innebär att i stort sett all högre utbildning bedrivs enligt dessa principer, och Sverige är därmed troligen ett av de länder som gått längst i "Bolognaanpassningen".  
Bolognaprocessen drivs av utbildningsministrarna i de deltagande länderna och är formellt fristående från, exempelvis, Europarådet och EU, men understöds av båda dessa organisationer genom att de båda är anslutna till processen som deltagare vid sidan av ytterligare ett antal internationella organisationer. ERASMUS-programmet är ett exempel på sådant stöd.

## Teknik och forskning
Ett antal samarbeten mellan europeiska länder existerar inom olika tekniska områden, liksom inom teknisk utveckling och forskning. En del av dessa administreras av EU, medan andra är helt eller delvis fristående från EU.

### Europeiska radio- och TV-unionen
Redan 1950, innan regelrätta TV-sändningar hade inletts i mer än ett fåtal länder, grundades Europeiska radio- och TV-unionen (engelska: European Broadcasting Union, EBU). EBU består av medlemmar i form av 75 sändningsorganisationer från 56 länder, i huvudsak i Europa men även från Mellanöstern och Nordafrika, liksom 43 associerade sändningsorganisationer från Asien, Afrika, och Nordamerika. EBU bygger alltså inte i huvudsak på nationella samarbeten utan på samarbeten mellan sändande organisationer som exempelvis SVT och BBC. Ett annat utmärkande drag för dess medlemmar och som även återspeglas i EBU:s verksamhet är dess stöd för public service.
EBU samordnar flera aktiviteter för sina medlemsorganisationer, exempelvis nyhetsinslag, sändningar från kultur- och idrottsevenemang, och samproducerar även vissa evenemang såsom Eurovision Song Contest. Vidare ger EBU sina medlemmar juridiskt och teknisk stöd.

### Europeiska rymdorganisationen
Ett europeiskt samarbete kring rymdteknik och rymdforskning uppstod i organiserad form på 1960-talet och mynnade 1975 ut i bildandet av Europeiska rymdorganisationen (engelska: European Space Agency, ESA). ESA har idag 18 ordinarie medlemsstater, både i och utanför EU men alla i Europa, samt Kanada som associerad medlem. ESA bedriver enbart civil verksamhet. 
Sedan bildandet har ESA bedrivit ett antal egna projekt, exempelvis GPS-systemet Galileo (i samarbete med EU) och rymdsonden Giotto som sändes ut för att undersöka Halleys komet. Man har även samarbetat med andra rymdorganisationer, främst NASA, kring större och dyrare projekt, exempelvis rymdteleskopet Hubble och den internationella rymdstationen ISS.
ESA har en egen uppskjutningsplats i Franska Guyana och har utvecklat ett eget raketprogram i form av Arianeraketen.

### Ramprogram för forskning och teknisk utveckling
Europeiska unionen, via europeiska kommissionen, är en stor finansiär av forskning och teknisk utveckling inom unionen. Det sker genom så kallade Ramprogram för forskning och teknisk utveckling som omfattar en viss tidsperiod, en viss budget och prioritering av viss typ av forskning och teknisk utveckling. 2007 inleddes det sjunde ramprogrammet vilket avslutas 2013, med en budget av 51 miljarder euro under denna period.
Inom varje ramprogram publiceras regelbundet dokument som beskriver områden och organisationer som prioriteras, oftast universitet och företag. Organisationer anmodas att söka pengar för att genomföra projekt. Alternativt kan man söka pengar för att organisera olika typer av nätverk och forskarutbyten. Projekten utförs normalt i mindre eller större konsortier bestående av universitet och företag. Ingående organisationer kan höra hemma var som helst i världen men endast de som finns i EU-länder får bidrag från EU.
I ramprogrammets budget ingår även kostnaden för 6 permanenta gemensamma forskningscentra. Dessa bedriver forskning på uppdrag av EU, exempelvis inom miljö-, atom-, och standardiseringsteknik. Vidare finns från och med det sjunde ramprogrammet ett Europeiskt forskningsråd (engelska: European Research Council, ERC), med en budget på 7,5 miljarder euro under programmets period. Rådet finansierar forskning inom EU baserat på förslag från forskningsorganisationerna snarare än från kommissionen.

### CERN
År 1952 bidades ett provisoriskt forskningsråd var uppgift var att skapa en världsledande forskningsorganisation inom kärnfysik i Europa, på franska kallad Conseil Européen pour la Recherche Nucléaire, (CERN).  1959 var organisationen på plats och fick även i fortsättningen benämningen CERN.  Organisationen har idag 20 medlemsstater och förutom Norge och Schweiz är samtliga medlemmar i EU.  CERN har även drygt 40 länder och organisationer från hela världen med observatörsstatus, däribland Europeiska unionen och USA.
CERN sysslar med grundläggande forskning inom kärnfysik exempelvis genom att i partikelacceleratorer undersöka materiens minsta beståndsdelar.  Hittills har två forskare eller forskargrupper tilldelats nobelpris i fysik för arbeten utförda vid CERN.  Vid sidan av fysikforskningen kan nämnas att det var en forskargrupp vid CERN som utvecklade tekniken som utgör World Wide Web och som därmed gjorde att internet fick den genomgripande utveckling och påverkan som vi ser idag.
CERN är idag mest känd för den nyligen färdigställda partikelacceleratorn LHC, världens idag mest kraftfulla accelerator, som förväntas kunna bidra med de sista pusselbitarna inom kärnfysiken.

### Konsumentprodukter
Standarder för konsumentprodukter regleras fortfarande på vissa områden av nationell lagstiftning och kan därför uppvisa vissa olikheter, medan det på andra områden har skett en harmonisering som gör att produkter som köpts i ett europeiskt land kan användas i ett annat.
I samtliga Europeiska länder är strömförsörjningen i vanliga eluttag på 220-240 V växelström, 50 Hz, men det finns olika typer av uttag som bara i några undantagsfall passar sinsemellan.  Det innebär att det inte alltid går att koppla elektriska apparater köpta i ett land till uttagen i ett annat land.  Det stora flertalet länder i Europa, exempelvis Sverige, använder uttag av typen CEF.  Undantagen är länder som antingen har uttag som helt avviker från övriga Europa (Irland och Storbritannien) eller använder avvikande uttag vid sidan av CEF-typerna (Danmark, Italien, Schweiz).
En liknande situation gäller för fasta telefoner.  Nyare telefonjack i Europa är av den internationellt standardiserade typen RJ11, men äldre jack förekommer i en varierande typflora som specificerats av de olika, ofta nationella, telefonbolagen.
Marksänd television i Europa följer tre olika tekniska standarder, antingen PAL eller SECAM för den äldre typen av analog television, eller DVB-T för digital television. En televisionsmottagare måste vara anpassad till den typ av standard som används vid utsändningen för att kunna användas, även om det är vanligt att en och samma mottagare kan ställas om för olika typer av standarder. SECAM är utvecklad i Frankrike och har även använts i många öststater och i centralasien. Idag är det endast Frankrike, Ryssland, och en del forna Sovjetrepubliker som använder SECAM, medan ett tiotal tidigare SECAM-länder i Europa på 1990-talet gick över till PAL.  Det senare systemet är ursprungligen från Tyskland och används i större delen av Europa. Båda dessa analoga system förväntas på sikt ersättas av det digitala DVB-T, uppbackat EBU, som redan idag finns över hela Europa, och som 8 länder i Europa använder som enda standard för marksänd television.
Tangentbord, exempelvis till datorer, finns i flera olika utföranden som är anpassade till olika språks alfabeten. Huvudtypen är QWERTY (där bokstäverna QWERTY sitter till vänster i översta raden med bokstäver), som exempelvis används i Sverige men denna har ett flertal varianter som i huvudsak skiljer sig åt var språkspecifika bokstäver är placerade. I Europa används även typen QWERTZ, där Y och Z har bytt plats relative QWERTY (exempelvis i Tyskland) och AZERTY (Frankrike och Belgien) och QZERTY (Italien), där placeringen av ett flertal bokstäver skiljer sig från QWERTY.
I samtliga europeiska länder, utom Cypern, Irland, Malta och Storbritannien, (liksom i majoriteten av världens länder) råder högertrafik, vilket innebär att bilar som säljs där är vänsterstyrda. Det är dock tillåtet att köra både vänster- och högerstyrda bilar i hela Europa. Inom Europeiska unionen finns en gemensam säkerhetsstandard, baserad på Euro NCAP, som alla bilar som säljs inom unionen måste uppfylla.

## Sport och idrott

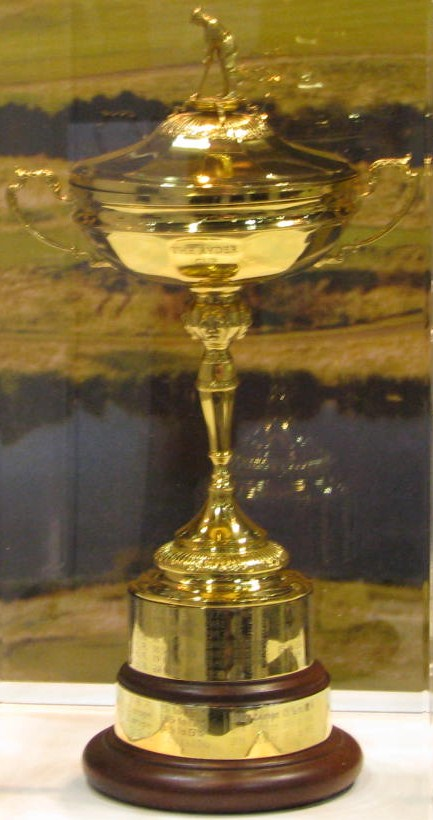
Pokalen till Ryder Cup, en golftävling mellan ett amerikanskt och ett europeiskt herrlag.

Vid sidan om integration på det ekonomiska, politiska, och tekniska planet har det sedan länge pågått en integration inom sport och idrott. I dessa sammanhang är begreppet Europa ofta tolkat i en bred geografisk mening och inkluderar ibland länder som exempelvis Israel och Kazakstan.
Denna typ av integration har drivits fram av organisationer som är mer eller mindre fristående från de nationella regeringarna, och har därför kunnat inledas tidigare än de mellanstatliga samarbeten som beskrivits ovan, ibland före andra världskriget. 
Inom ett stort antal sportgrenar, som basketboll och friidrott, hålls med jämna mellanrum europamästerskap som avgörs mellan tävlande från (i huvudsak) europeiska nationer. Dessa mästerskap hålls ofta vartannat år: det år som det inte är världsmästerskap i motsvarande sport. Inom vissa sporter som fotboll arrangeras även cuper inom Europa där lag kvalar in för få delta.
De nationella förbunden inom ett flertal sportgrenar är samordnade i europeiska förbund som exempelvis fastställer gemensamma regler inom sina respektive idrotter, förhandlar om rättigheter för sändningar av idrottsevenemang och även arrangerar europamästerskap eller cuper inom Europa.
I de flesta tävlingar som arrangeras representerar deltagarna antingen sina egna lag eller sina hemländer, och med några få undantag finns det därför inga lag som representerar Europa i större internationella tävlingar. Ett av dessa undantag är golftävlingen Ryder Cup som från starten 1927 var en golftävling mellan två herrlag, ett amerikanskt lag och ett brittiskt lag (från 1973 även med irländska deltagare), men där det senare från 1979 utgörs av ett europeiskt lag.  Sedan 1990 finns inom damgolf Solheim Cup med ett amerikanskt och ett europeiskt lag som tävlar mot varandra.